# John Kemys Spencer-Churchill
John Kemys Spencer-Churchill (27 dicembre 1835 – 9 agosto 1913) è stato un militare e politico britannico.

## Biografia
John Kemys George Thomas Spencer-Churchill era il secondo figlio di Lord Charles Spencer-Churchill nato il 27 dicembre 1835. Fu educato al Winchester College e si arruolò nell'esercito nel 1854 prestando servizio all'Assedio di Sebastopoli".
Dopo aver lasciato l'esercito si unì al servizio coloniale nelle Indie occidentali britanniche dove ricoprì un certo numero di incarichi amministrativi, tra cui la presidenza delle Isole Vergini britanniche dal 1879 al 1882, il governatorato di Montserrat dal 1888 al 1889 e il commissariato di Saint Kitts e Nevis dal 1889 al 1895.

## Famiglia
Spencer-Churchill sposò Edith Maxwell Lockhart nel 1881. Morì a Falmouth il 9 agosto 1913, all'età di 78 anni.

## Ascendenza
|                                                 |               |                                     | Genitori                                |  |  | Nonni |  |  | Bisnonni                               |  |  | Trisnonni                                |  |
|                                                 |               |                                     |                                         |  |  |       |  |  | George Spencer, IV duca di Marlborough |  |  | Charles Spencer, III duca di Marlborough |  |
|                                                 |               |                                     |                                         |  |  |       |  |  | George Spencer, IV duca di Marlborough |  |  | Charles Spencer, III duca di Marlborough |  |
|                                                 |               | hon. Elisabetta Trevor              |                                         |  |  |       |  |  | George Spencer, IV duca di Marlborough |  |  |                                          |  |
| George Spencer-Churchill, V duca di Marlborough |               |                                     |                                         |  |  |       |  |  | George Spencer, IV duca di Marlborough |  |  |                                          |  |
|                                                 |               | lady Caroline Russell               | John Russell, IV duca di Bedford        |  |  |       |  |  |                                        |  |  |                                          |  |
|                                                 |               | lady Caroline Russell               | John Russell, IV duca di Bedford        |  |  |       |  |  |                                        |  |  |                                          |  |
|                                                 |               | lady Caroline Russell               | lady Gertrude Leveson-Gower             |  |  |       |  |  |                                        |  |  |                                          |  |
| lord Charles Spencer-Churchill                  |               | lady Caroline Russell               |                                         |  |  |       |  |  |                                        |  |  |                                          |  |
|                                                 |               | John Stewart, VII conte di Galloway | Alexander Stewart, VI conte di Galloway |  |  |       |  |  |                                        |  |  |                                          |  |
|                                                 |               | John Stewart, VII conte di Galloway | Alexander Stewart, VI conte di Galloway |  |  |       |  |  |                                        |  |  |                                          |  |
|                                                 |               | John Stewart, VII conte di Galloway | lady Catherine Cochrane                 |  |  |       |  |  |                                        |  |  |                                          |  |
| lady Susan Stewart                              |               | John Stewart, VII conte di Galloway |                                         |  |  |       |  |  |                                        |  |  |                                          |  |
|                                                 |               | Anne Dashwood                       | sir James Dashwood, II baronetto        |  |  |       |  |  |                                        |  |  |                                          |  |
|                                                 |               | Anne Dashwood                       | sir James Dashwood, II baronetto        |  |  |       |  |  |                                        |  |  |                                          |  |
|                                                 |               | Anne Dashwood                       | Elizabeth Spencer                       |  |  |       |  |  |                                        |  |  |                                          |  |
| hon. John Kemys Spencer-Churchill               |               | Anne Dashwood                       |                                         |  |  |       |  |  |                                        |  |  |                                          |  |
|                                                 | Thomas Benett | Thomas Benett                       |                                         |  |  |       |  |  |                                        |  |  |                                          |  |
|                                                 | Thomas Benett | Thomas Benett                       |                                         |  |  |       |  |  |                                        |  |  |                                          |  |
|                                                 | Thomas Benett | Etheldred Wake                      |                                         |  |  |       |  |  |                                        |  |  |                                          |  |
| John Benett                                     | Thomas Benett |                                     |                                         |  |  |       |  |  |                                        |  |  |                                          |  |
|                                                 |               | Catherine Darrell                   | James Darrell                           |  |  |       |  |  |                                        |  |  |                                          |  |
|                                                 |               | Catherine Darrell                   | James Darrell                           |  |  |       |  |  |                                        |  |  |                                          |  |
|                                                 |               | Catherine Darrell                   | Catherine Acton                         |  |  |       |  |  |                                        |  |  |                                          |  |
| Ethelred Catherine Benett                       |               | Catherine Darrell                   |                                         |  |  |       |  |  |                                        |  |  |                                          |  |
|                                                 |               | Edmund Lambert                      | Edmund Lambert                          |  |  |       |  |  |                                        |  |  |                                          |  |
|                                                 |               | Edmund Lambert                      | Edmund Lambert                          |  |  |       |  |  |                                        |  |  |                                          |  |
|                                                 |               | Edmund Lambert                      | Ann Sedden                              |  |  |       |  |  |                                        |  |  |                                          |  |
| Lucy Lambert                                    |               | Edmund Lambert                      |                                         |  |  |       |  |  |                                        |  |  |                                          |  |
|                                                 |               | Bridget Seymour                     | Henry Seymour                           |  |  |       |  |  |                                        |  |  |                                          |  |
|                                                 |               | Bridget Seymour                     | Henry Seymour                           |  |  |       |  |  |                                        |  |  |                                          |  |
|                                                 |               | Bridget Seymour                     | Bridget Haysome                         |  |  |       |  |  |                                        |  |  |                                          |  |
|                                                 |               | Bridget Seymour                     |                                         |  |  |       |  |  |                                        |  |  |                                          |  |